# Speckener Bäke
Die Speckener Bäke ist ein Fließgewässer im niedersächsischen Landkreis Ammerland in Deutschland.
Der etwa vier Kilometer lange Bach fließt in der Gemeinde Bad Zwischenahn. Er bildet im Süden zusammen mit der  Aue den zweiten Abfluss aus dem Zwischenahner Meer. Vom Fähranleger der Weißen Flotte verläuft er in südlicher Richtung durch den Kurort und unterquert die Bahnstrecke Oldenburg–Leer, um anschließend nach Südwesten abzubiegen. Nordwestlich von Querenstede mündet die Bäke als linker Nebenfluss in die Aue.
Im Niederungsbereich der Bäke befand sich die Gräftenburg der Junker von Specken, die 1299 erstmals erwähnt wurden.